# Thailändische Badmintonmeisterschaft 2022
Die Thailändische Badmintonmeisterschaft 2022 fand vom 3. bis zum 7. August 2022 in Nonthaburi statt.

## Medaillengewinner
| Disziplin    | Gold                                        | Silber                               | Bronze                                     |
| ------------ | ------------------------------------------- | ------------------------------------ | ------------------------------------------ |
| Herreneinzel | Sitthikom Thammasin                         | Panitchaphon Teeraratsakul           | Adulrach Namkul                            |
| Herreneinzel | Sitthikom Thammasin                         | Panitchaphon Teeraratsakul           | Panukorn Nimitpornchai                     |
| Dameneinzel  | Supanida Katethong                          | Pitchamon Opatniputh                 | Pittayaporn Chaiyawan                      |
| Dameneinzel  | Supanida Katethong                          | Pitchamon Opatniputh                 | Natnicha Chatupanaporn                     |
| Herrendoppel | Paranyu Khaosamang Woraphon Thongsanga      | Pongsakorn Thongkham Thanawin Madee  | Wachirawit Sothon Thanadol Panpanich       |
| Herrendoppel | Paranyu Khaosamang Woraphon Thongsanga      | Pongsakorn Thongkham Thanawin Madee  | Sirawit Sothon Natthapat Trinkajee         |
| Damendoppel  | Jongkolphan Kititharakul Rawinda Prajongjai | Nuntakarn Aimsaard Benyapa Aimsaard  | Phataimas Muenwong Laksika Kanlaha         |
| Damendoppel  | Jongkolphan Kititharakul Rawinda Prajongjai | Nuntakarn Aimsaard Benyapa Aimsaard  | Ornnicha Jongsathapornparn Atitaya Povanon |
| Mixed        | Pakkapon Teeraratsakul Phataimas Muenwong   | Watchara Buranakuea Kittipak Dubthuk | Weeraphat Phakjarung Sararat Chueboca      |
| Mixed        | Pakkapon Teeraratsakul Phataimas Muenwong   | Watchara Buranakuea Kittipak Dubthuk | Tanupat Viriyangkura Atitaya Povanon       |